# Puccio Capanna

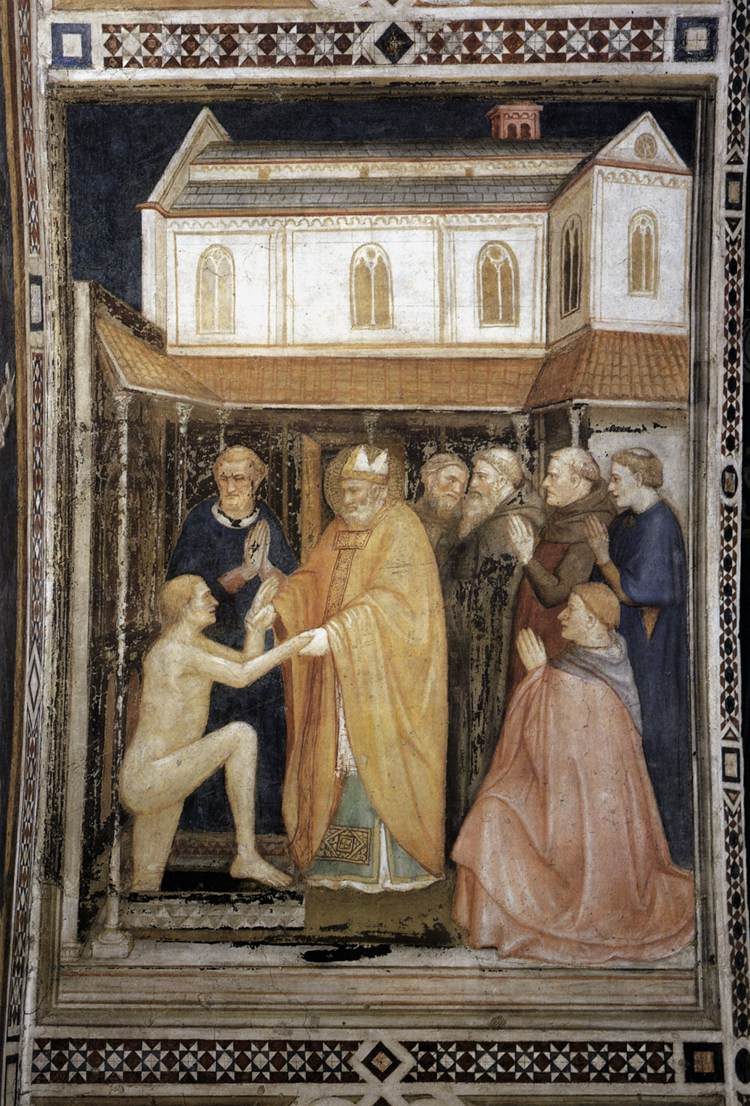
Męczeństwo św. Stanisława, ok. 1338

Puccio Capanna (Puccio Campana) – włoski malarz działający w XIV wieku.
Giorgio Vasari opisywał go jako jednego z najzdolniejszych uczniów Giotta, jednak identyfikował go z Puccio di Simone, malarzem działającym we Florencji w latach 1345-1365. Puccio Capanna żył i pracował w Asyżu pomiędzy 1341, a 1347 rokiem. Malował m.in. freski w kaplicy św. Stanisława w bazylice św. Franciszka oraz w kościele św. Rufina w Asyżu.